# Chiesa di Santa Maria Assunta e San Romualdo
La chiesa di Santa Maria Assunta e San Romualdo è la parrocchiale di Rua, frazione-capoluogo del comune di San Pietro di Feletto, in provincia di Treviso e diocesi di Vittorio Veneto; fa parte della forania di Conegliano.
L'edificio è frutto di una serie di trasformazioni avvenute nel XIX secolo, ma le sue origini sono ben più antiche.

## Storia
Nel 1660 venne fondato a Rua un monastero di monaci camaldolesi, che, nel 1665, edificarono anche la chiesa, consacrata il 15 ottobre 1718.
Nel 1810 il monastero fu soppresso e, nel 1830, e la parrocchialità fu trasferita per comodità della popolazione dalla pieve di San Pietro a questa chiesa.
Nel 1854 venne aggiunta una navata laterale, l'altra nel 1882. Nel 1886 fu eretto il campanile e, tra il 1888 ed il 1890, venne edificata l'abside.

## Descrizione
Opere degne di nota contenute in questa chiesa sono l'organo, opera di Annibale Pugina del 1910 e un'ancona in legno posta nell'abside, scolpita nel 1667 dal cenedese Giovan Battista Ghirlanduzzo.
La facciata della chiesa è a salienti.
La cella campanaria della torre, situata a nord della parrocchiale, è ingentilita da colonne e balaustre.